# Мощаницька сільська рада
Мощани́цька сільська́ ра́да — колишній орган місцевого самоврядування в Острозькому районі Рівненської області. Адміністративний центр — село Мощаниця.

## Загальні відомості
- Мощаницька сільська рада утворена в 1940 році.
- Територія ради: 41,42 км²
- Населення ради: 1 967 осіб (станом на 2001 рік)
- Територією ради протікає річка Горинь.

## Населені пункти
Сільській раді підпорядковані населені пункти:
- с. Мощаниця
- с. Волосківці
- с. Кургани

## Склад ради
Рада складається з 16 депутатів та голови.
- Голова ради: Самолюк Анатолій Михайлович
- Секретар ради: Талашок Сергій Іванович

### Керівний склад попередніх скликань
| Прізвище, ім'я, по батькові | Основні відомості                                                               | Дата обрання | Дата звільнення |
| --------------------------- | ------------------------------------------------------------------------------- | ------------ | --------------- |
| Балянда Валентина Федорівна | Сільський голова, 1965 року народження, член Української Народної Партії        | 26.03.2006   | 31.10.2010      |
| Самолюк Анатолій Михайлович | Сільський голова, 1953 року народження, освіта середня спеціальна, безпартійний | 31.10.2010   |                 |

Примітка: таблиця складена за даними сайту Верховної Ради України